# The Record
The Record ist eine kanadische Tageszeitung mit Redaktionssitz in Sherbrooke. Sie ist die einzige englischsprachige Tageszeitung neben der wesentlich auflagestärkeren Montrealer Gazette in der primär französischsprachigen Provinz Québec. The Record erscheint montags bis freitags, im 1. Quartal 2007 lag die Auflage bei 4.806 Exemplaren.

## Geschichte
Gründungsherausgeber der Zeitung war Leonard S. Channel, der bereits zuvor die Wochenzeitungen Stanstead Observer (1883) und Compton County Chronicle (1891) lanciert hatte. Die erste Ausgabe erschien am 9. Februar 1897 unter dem Namen Sherbrooke Daily Record. Da die Zeitung im ersten Jahr weder über ein eigenes Gebäude, noch ein Satzsystem und eine Druckpresse verfügte, mietete sie im ersten Jahr eine Räumlichkeit in einer örtlichen französischsprachigen Zeitung.
Die Gründungsphase erwies sich als erfolgreich, 1904 war die Zeitung mit einer Auflage von 5.300 Exemplaren die größte provinziale englischsprachige Zeitung außerhalb Montreals geworden. In den Jahren 1904 bis 1908 konnten bereits auch die beiden wesentlich älteren örtlichen Wochenzeitungen Sherbrooke Gazette (1837) und Sherbrooke Examiner (1879) übernommen und in die Zeitung eingegliedert werden. Channel starb mit nur 41 Jahren im Jahr 1909, neuer Herausgeber wurde Victor Morrill. Nachdem dieser ebenfalls im Jahr 1928 gestorben war, übernahm Channels Witwe Winnifred Buckland kurzzeitig die Zeitung, verkaufte sie jedoch bereits 1930 an den in Ontario ansässigen Herausgeber Alfred Wood, der die Auflage der Zeitung auf 10.000 Exemplare anzuheben vermochte. Nach Woods Tod von 1935 war die Zeitung jahrzehntelang unter der Kontrolle der Familie Bassett, den späteren Zeitungsbaronen ihrer Zeit (unter anderem The Gazette).
Die sinkende englischsprachige Bevölkerung der Eastern Townships, dem südöstlichen Teil Québecs, in dem Sherbrooke gelegen ist, führte zu gleichermaßen sinkenden Auflagenzahlen und Gewinnen. Ivan Saunders, der die Zeitung im August 1968 kurzzeitig erworben hatte, verkaufte sie wieder im Frühjahr 1969 an eine Gruppe um Conrad Black. Von der Belegschaft wurde 40 % entlassen, des Weiteren erhielt die Zeitung nun ihren heutigen verkürzten Namen. 1977 verkaufte Black die Zeitung an eine von dem Anwalt George McLaren angeführte Gruppe von Geschäftsleuten, die wiederum die Zeitung 1988 an das Unternehmen Quebecor verkauften, bis die Zeitung 1999 von Black und seinen Partnern zurückgekauft wurde. Seit Januar 2006 gehört die Zeitung dem Medienunternehmen Glacier Ventures International Corp aus Vancouver.